# Los Llanos (comarca)
Los Llanos, también conocida como Llanos de Albacete, Llanos de La Mancha o Comarca de Albacete, es una comarca española y una zona situada al sureste de la península ibérica, en la comunidad autónoma de Castilla-La Mancha. Integrada por un único municipio, Albacete, es generalmente considerada una subcomarca manchega, si bien sus límites no son físicamente discernibles. Su capital es la ciudad de Albacete.
Su consideración como comarca o subcomarca es derivada de la situación política: la estructuración comarcal de la provincia de Albacete para la recepción de las ayudas de los fondos europeos de desarrollo local necesitaba prescindir del municipio de Albacete, la capital provincial, de cualquiera de esas comarcas. Así, el municipio de Albacete queda ajeno a todas las comarcas albaceteñas, por lo que en ocasiones es considerado una comarca distinta.
Históricamente Los Llanos ha estado integrado dentro de La Mancha de Montearagón.
Pertenece en su totalidad al área metropolitana de Albacete.

## Geografía

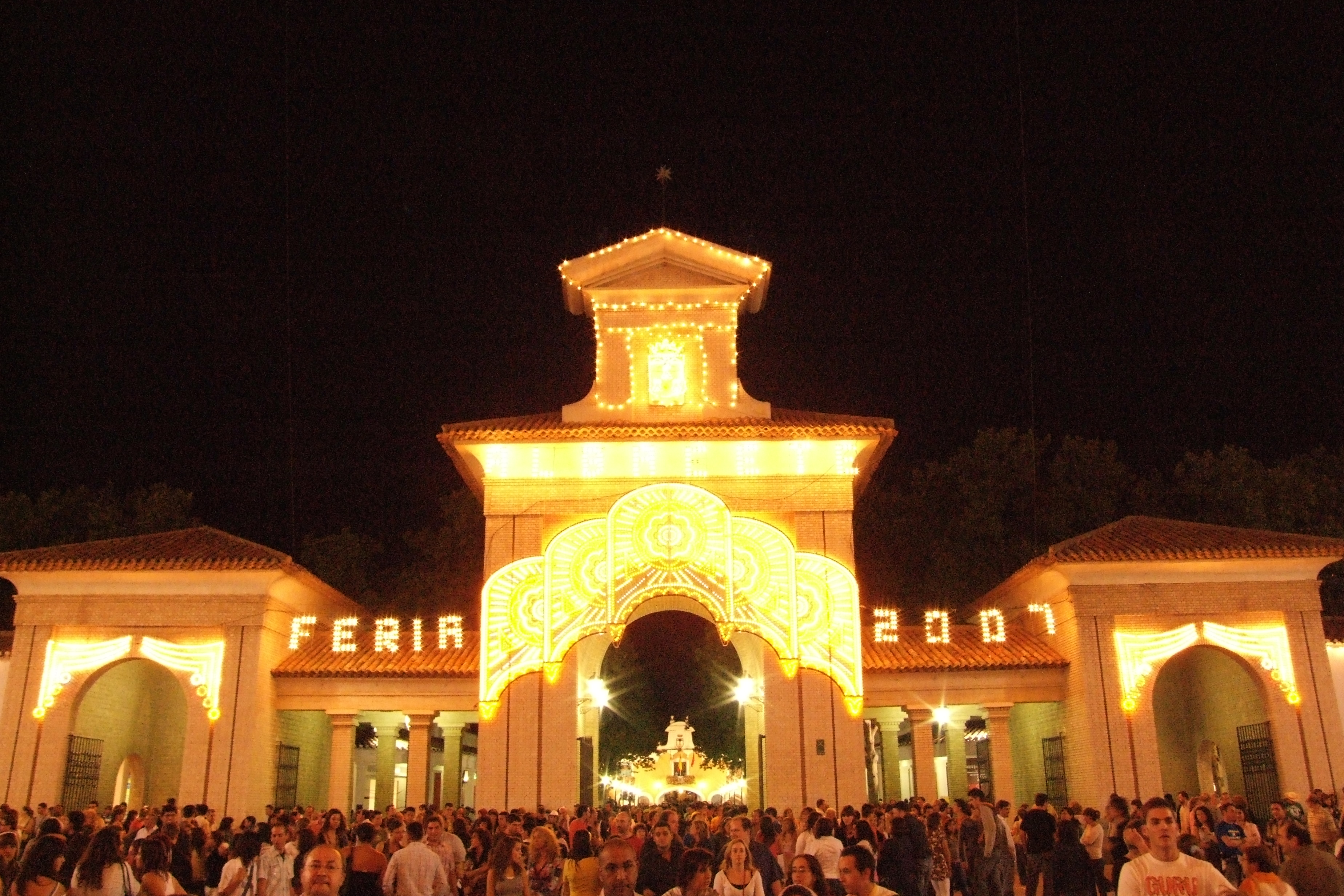
Puerta de Hierros de Albacete

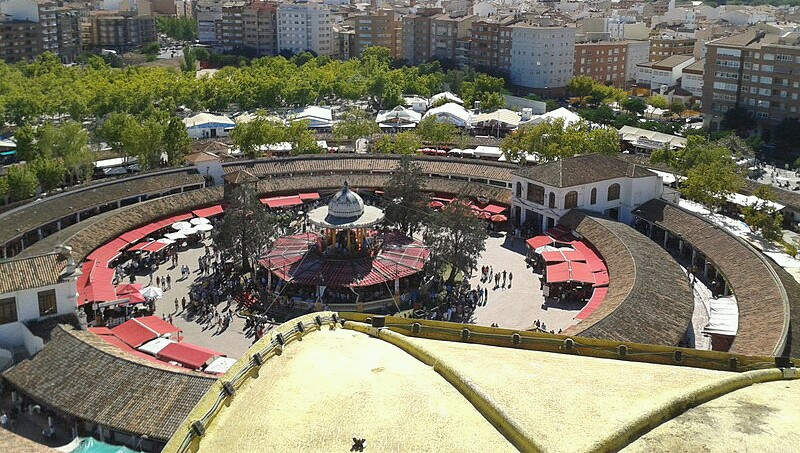
Recinto ferial de Albacete

El extenso municipio de Albacete no forma en realidad una entidad comarcal diferenciada. El norte del municipio, bañado por el río Júcar, podría integrarse dentro del ámbito de La Manchuela. Al oeste, no se advierte diferenciación física alguna con los municipios de La Mancha del Júcar (La Gineta, La Roda, Barrax) ni del Campo de Montiel (La Herrera), estando todo el centro y oeste del municipio completamente integrado dentro del ámbito de La Mancha y siendo de carácter llano, lo cual da nombre a la “comarca”, al mismo Albacete (del árabe Al-Basit, la llanura), y a su patrona (la Virgen de Los Llanos). El sur, más montañoso, está surcado por pequeñas sierras que forman los límites del Monte Ibérico-Corredor de Almansa y los Campos de Hellín. El este es llano hasta la cordillera de Monte-Aragón, ya en la vecina Chinchilla de Montearagón.
Aparte de por el Júcar; Los Llanos de Albacete son surcados por su afluente el canal de María Cristina, de SO a NE; y por el trasvase Tajo-Segura, en cuyo territorio, cerca de Los Anguijes, se esconde hasta el embalse del Talave, transcurriendo por el llamado túnel del Talave. Muchas lagunas, como las de El Salobral y Acequión, han sido desecadas.
Limita al norte con La Mancha del Júcar-Centro y La Manchuela, al este con el Monte Ibérico-Corredor de Almansa, al sur con los Campos de Hellín y al oeste con la sierra de Alcaraz y Campo de Montiel.

## Localidades

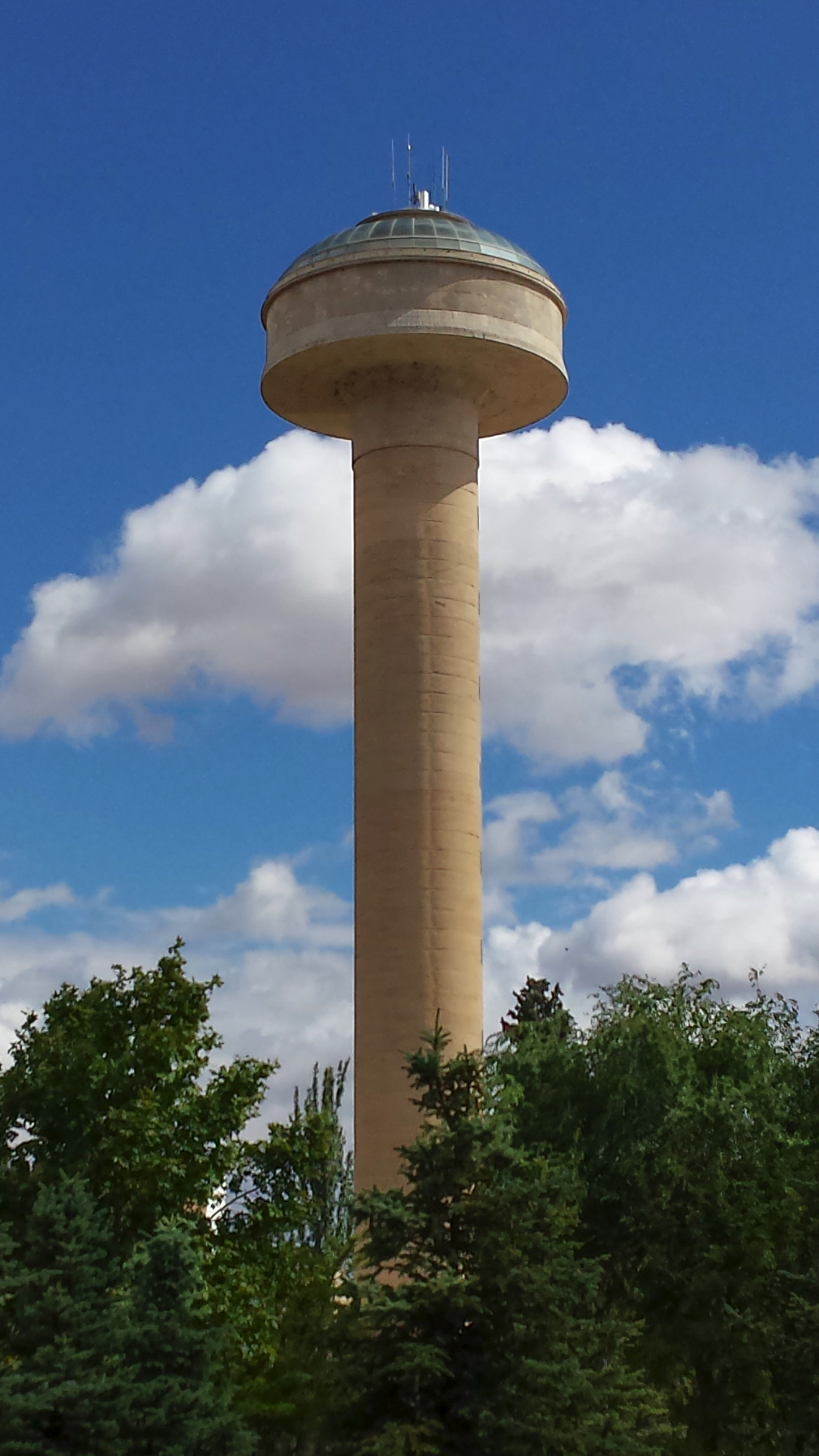
Depósito de la Fiesta del Árbol de Albacete.

La principal localidad de Los Llanos es Albacete, la capital municipal. Dentro de Los Llanos se encuentran las siguientes localidades:
| Nombre                          | Rango                          | Población |
| ------------------------------- | ------------------------------ | --------- |
| Albacete                        | Núcleo y capital de Los Llanos | 166.346   |
| Aguas Nuevas                    | Entidad local menor            | 1.882     |
| El Salobral                     | Barrio rural                   | 1.126     |
| Santa Ana                       | Barrio rural                   | 1.048     |
| Argamasón                       | Barrio rural                   | 309       |
| Tinajeros                       | Barrio rural                   | 283       |
| Los Anguijes                    | Barrio rural                   | 82        |
| Campillo de las Doblas          | Barrio rural                   | 56        |
| Abuzaderas                      | Barrio rural                   | 30        |
| Cerrolobo                       | Barrio rural                   | 27        |
| Casa de las Monjas              | Barrio rural                   | 23        |
| Otras poblaciones de Los Llanos |                                | 1.379     |
| Total                           | Los Llanos                     | 172.693   |